# Uhřínov
Uhřínov (německy Aurschinow) je obec v okrese Žďár nad Sázavou ležící 6 km západně od města Velké Meziříčí. Žije zde 385 obyvatel. Vesnicí protéká řeka Balinka.
Sousedními obcemi sídla jsou Otín, Velké Meziříčí, Stránecká Zhoř, Baliny, Horní Radslavice, Nový Telečkov a Horní Heřmanice.

## Části obce
- Uhřínov
- Šeborov

V letech 1869–1900 k obci patřily i Baliny.

## Historie
První písemná zmínka o obci pochází z roku 1348. V držení ji tehdy měl z části Ondřej z Uhřínova a z části náležela k Meziříčskému panství.
Pověst říká, že v blízkosti obce stával hrad Ungeltberg. Na něm sídlila tlupa loupežníků a tak král Lucemburský hrad roku 1312 dobyl, loupežníky pověsil a hrad nechal pobořit. Podle hradu pak získala obec své jméno.
Od 1. července 1980 do 31. prosince 1991 byla vesnice součástí města Velké Meziříčí a od 1. ledna 1992 se stala samostatnou obcí.

## Obecní správa a politika
V letech 2006–2010 působil jako starosta Václav Necid, v letech 2010–2014 tuto funkci zastával Miloš Kováč. V letech 2014–2018 tuto funkci zastával Martin Vošmera. V letech 2018–2022 zastával tuto funkci Pavel Uchytil.

## Obyvatelstvo
| Rok            | 1869 | 1880 | 1890 | 1900 | 1910 | 1921 | 1930 | 1950 | 1961 | 1970 | 1980 | 1991 | 2001 | 2006 | 2014 |
| Počet obyvatel | 331  | 389  | 359  | 381  | 465  | 383  | 393  | 349  | 369  | 317  | 269  | 256  | 268  | 267  | 287  |

## Školství
- Mateřská škola Uhřínov

## Pamětihodnosti
- Kostel Povýšení sv. Kříže byl vybudován v pseudorománském slohu 1908–1909 (vysvěcen 28. listopadu), hlavní oltář je dar města Vídně, na věži vysoké 35 m je pět zvonů, největší Pavel (620 kg) . Postaven byl místo původního malého barokního kostelíka Sv. Kříže.
- Velký křížový kámen s reliéfem kříže a dýky – za zahradou č. p. 7
- Kamenný kříž – na okraji lesa mezi Uhřínovem a Knížky, místní částí Horních Radslavic

## Osobnosti
- V letech 1936–1945 a 1960 zde žil básník, překladatel a publicista Jan Zahradníček, který je pohřben na místním hřbitově
- V letech 1936–1950 zde žil básník a kněz Jan Dokulil.

## Galerie

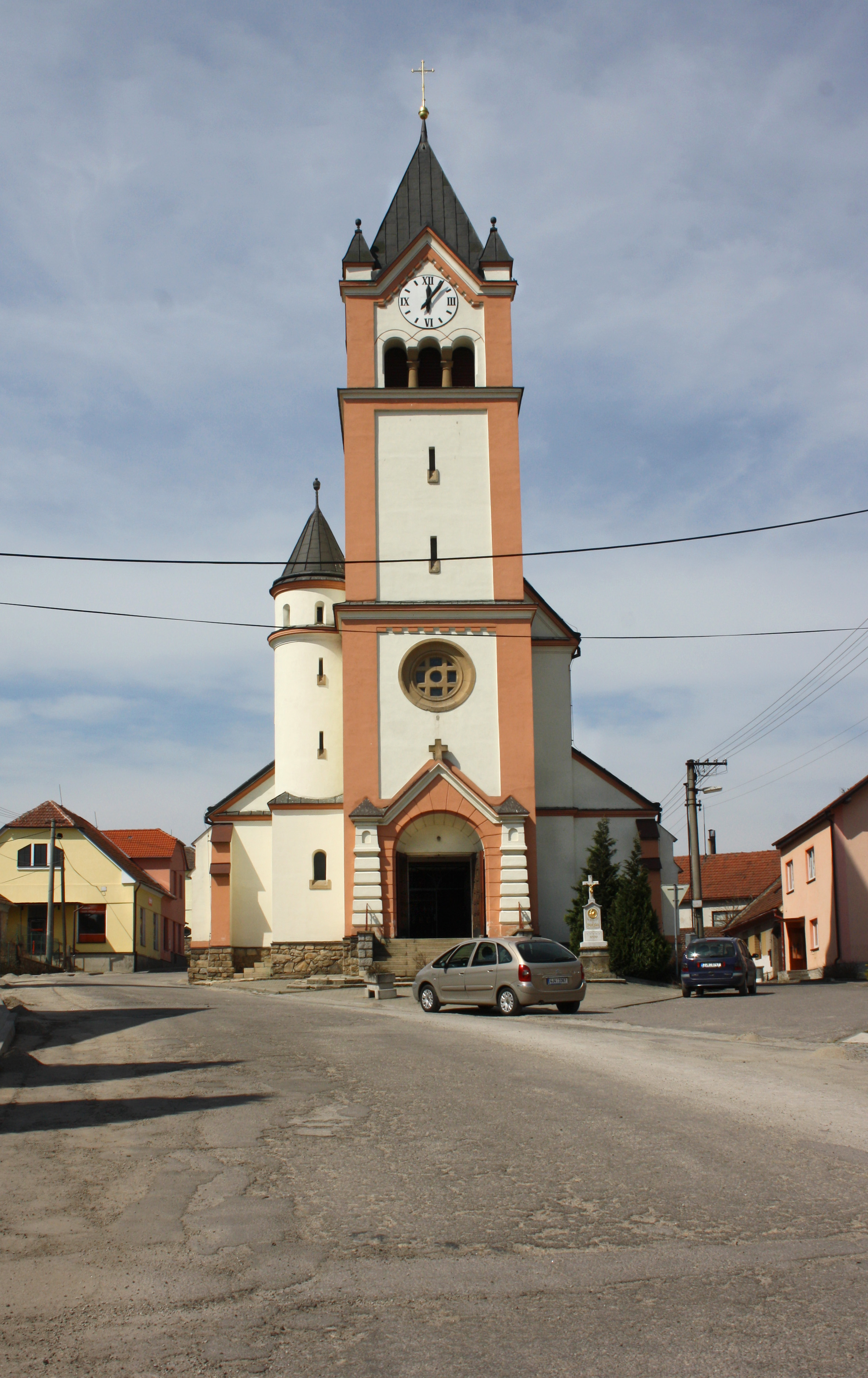
Kostel Povýšení svatého Kříže
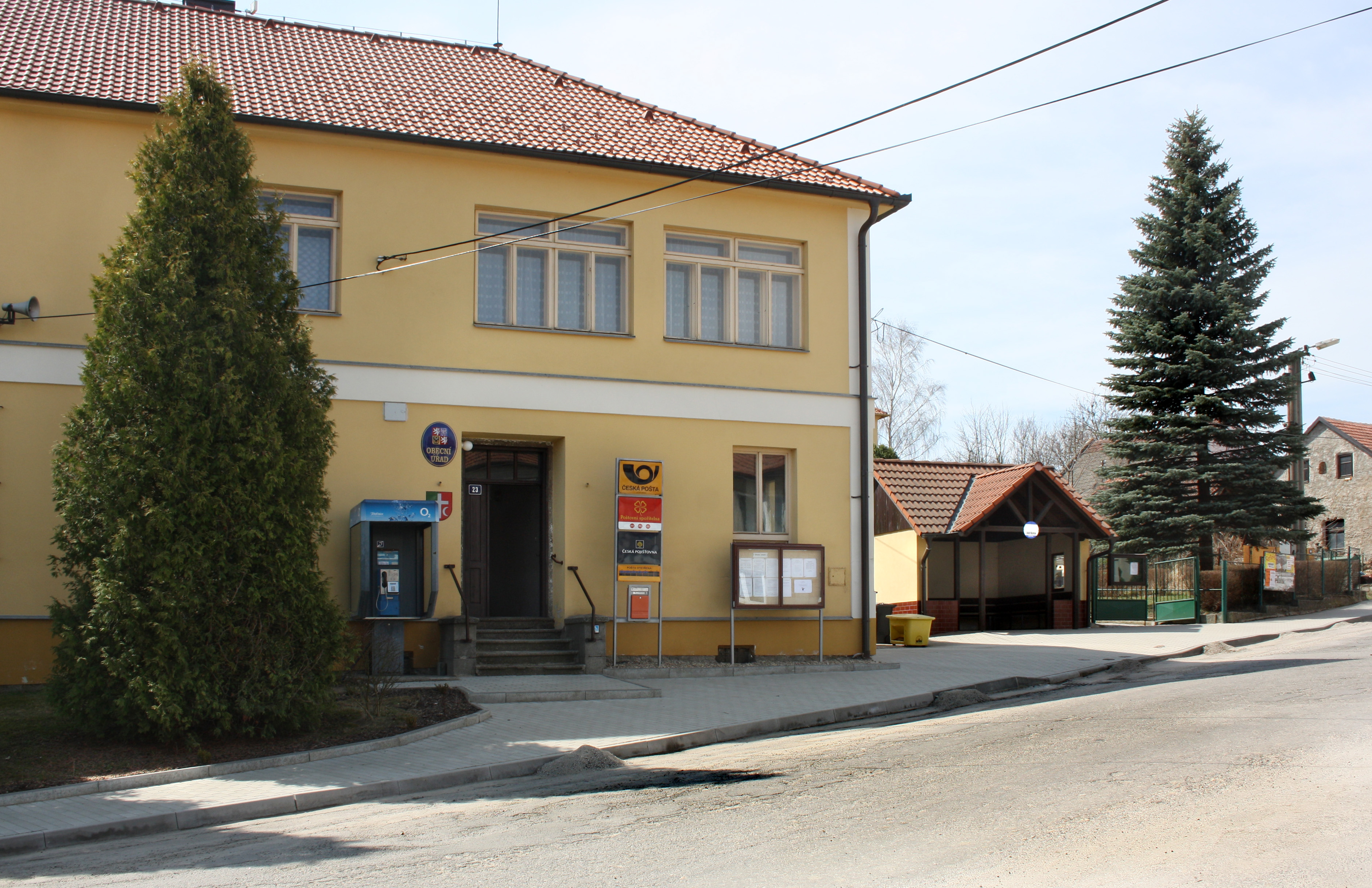
Obecní úřad
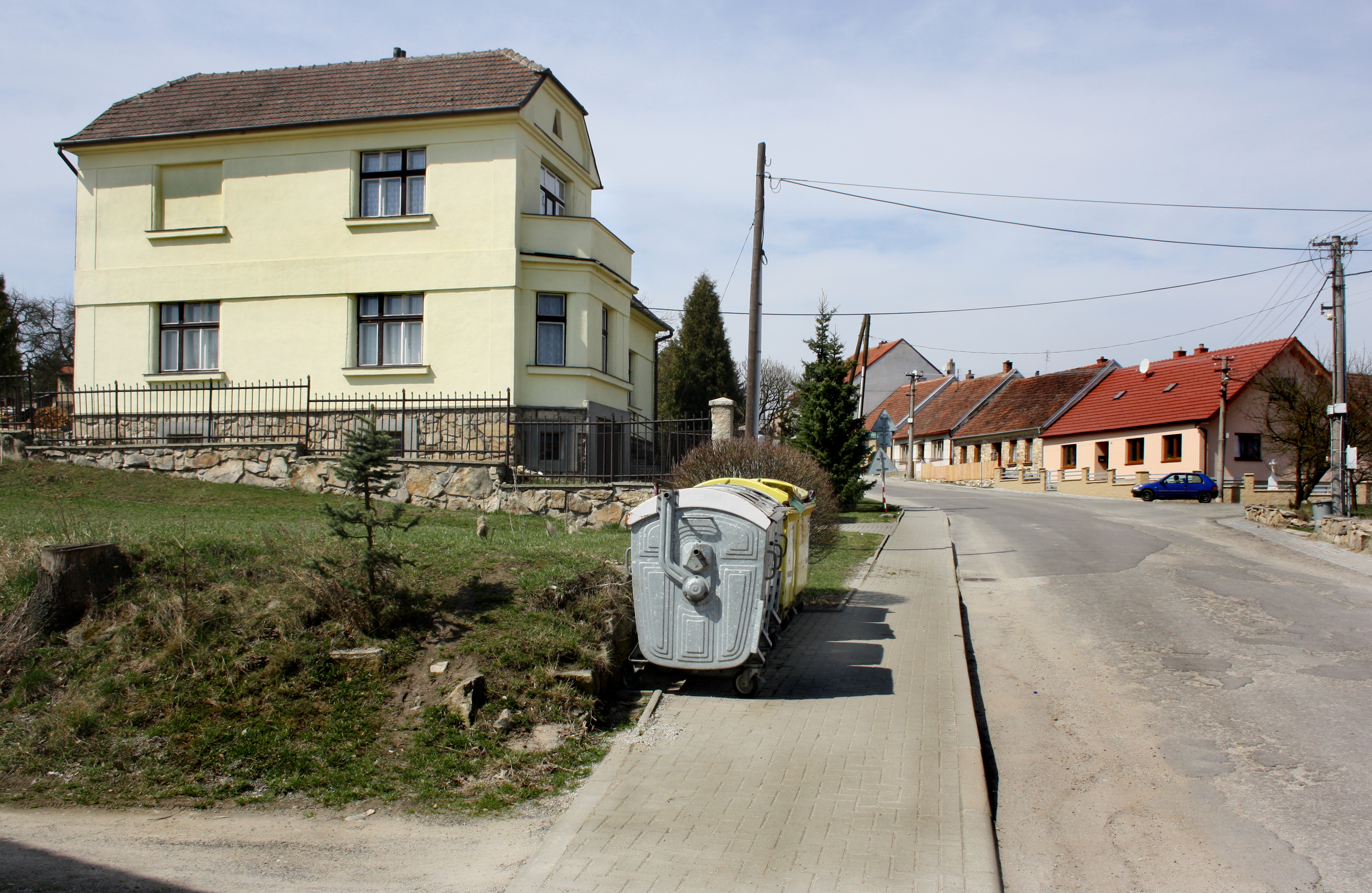
Nad kostelem
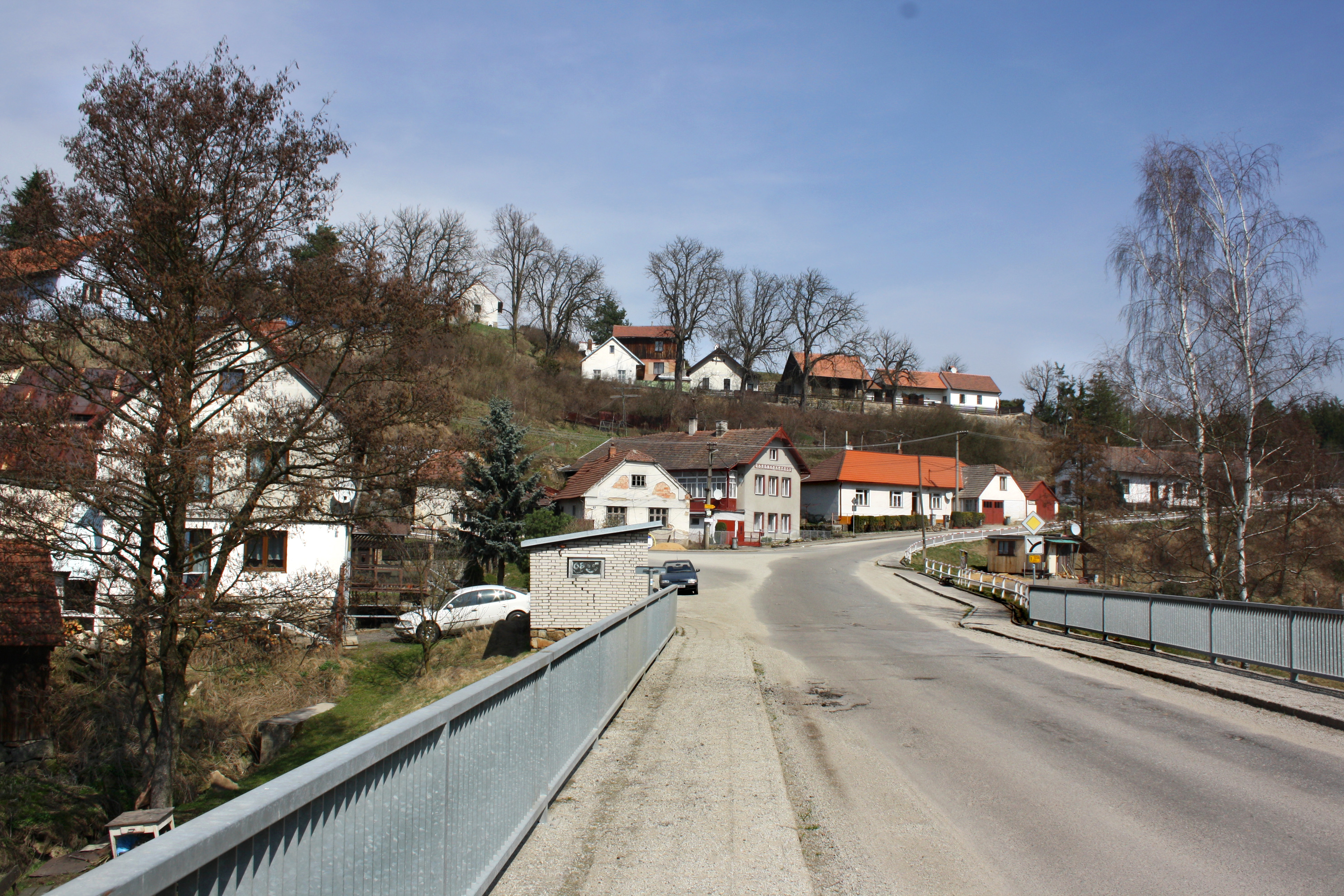
Dolní část u říčky Balinky